# Marvel Studios
Marvel Studios je americké televizní a filmové studio sídlící v Beverly Hills v Kalifornii. Bylo založeno v 90. letech 20. století mateřskou společností Marvel Entertainment, do které patří také vydavatelství komiksů Marvel Comics. Produkuje především filmová zpracování komiksů mateřské společnosti. Patří do divize The Walt Disney Studios společnosti The Walt Disney Company.

## Filmy

### Marvel Cinematic Universe
| Rok                                     | Český název                              | Originální název                            | Režie                                   | Scénář                                                                                               | Distribuce                              | Rozpočet (USD)                          | Tržby (USD)                             |
| 1. fáze / Phase One: Avengers Assembled | 1. fáze / Phase One: Avengers Assembled  | 1. fáze / Phase One: Avengers Assembled     | 1. fáze / Phase One: Avengers Assembled | 1. fáze / Phase One: Avengers Assembled                                                              | 1. fáze / Phase One: Avengers Assembled | 1. fáze / Phase One: Avengers Assembled | 1. fáze / Phase One: Avengers Assembled |
| --------------------------------------- | ---------------------------------------- | ------------------------------------------- | --------------------------------------- | --- | --------------------------------------- | --------------------------------------- | --------------------------------------- |
| 2008                                    | Iron Man                                 | Iron Man                                    | Jon Favreau                             | Mark Fergus, Hawk Ostby, Art Marcum a Matt Holloway                                                  | Paramount Pictures                      | 140 milionů                             | 585 796 247                             |
| 2008                                    | Neuvěřitelný Hulk                        | The Incredible Hulk                         | Louis Leterrier                         | Zak Penn                                                                                             | Universal Pictures                      | 150 milionů                             | 264 770 996                             |
| 2010                                    | Iron Man 2                               | Iron Man 2                                  | Jon Favreau                             | Justin Theroux                                                                                       | Paramount Pictures                      | 200 milionů                             | 623 933 331                             |
| 2011                                    | Thor                                     | Thor                                        | Kenneth Branagh                         | Ashley Edward Miller, Zack Stentz a Don Payne                                                        | Paramount Pictures                      | 150 milionů                             | 449 326 618                             |
| 2011                                    | Captain America: První Avenger           | Captain America: The First Avenger          | Joe Johnston                            | Christopher Markus a Stephen McFeely                                                                 | Paramount Pictures                      | 140 milionů                             | 370 569 774                             |
| 2012                                    | Avengers                                 | The Avengers                                | Joss Whedon                             | Joss Whedon                                                                                          | Walt Disney Studios Motion Pictures     | 220 milionů                             | 1 520 538 536                           |
| 2. fáze / Phase Two                     |                                          |                                             |                                         | |                                         |                                         |                                         |
| 2013                                    | Iron Man 3                               | Iron Man 3                                  | Shane Black                             | Drew Pearce a Shane Black                                                                            | Walt Disney Studios Motion Pictures     | 200 milionů                             | 1 266 152 644                           |
| 2013                                    | Thor: Temný svět                         | Thor: The Dark World                        | Alan Taylor                             | Christopher L. Yost, Christopher Markus a Stephen McFeely                                            | Walt Disney Studios Motion Pictures     | 170 milionů                             | 644 783 140                             |
| 2014                                    | Captain America: Návrat prvního Avengera | Captain America: The Winter Soldier         | Anthony a Joe Russoovi                  | Christopher Markus a Stephen McFeely                                                                 | Walt Disney Studios Motion Pictures     | 170 milionů                             | 714 421 503                             |
| 2014                                    | Strážci Galaxie                          | Guardians of the Galaxy                     | James Gunn                              | James Gunn a Nicole Perlmanová                                                                       | Walt Disney Studios Motion Pictures     | 196 milionů                             | 773 350 376                             |
| 2015                                    | Avengers: Age of Ultron                  | Avengers: Age of Ultron                     | Joss Whedon                             | Joss Whedon                                                                                          | Walt Disney Studios Motion Pictures     | 250 milionů                             | 1 405 018 048                           |
| 2015                                    | Ant-Man                                  | Ant-Man                                     | Peyton Reed                             | Edgar Wright, Joe Cornish, Adam McKay a Paul Rudd                                                    | Walt Disney Studios Motion Pictures     | 130 milionů                             | 519 311 965                             |
| 3. fáze / Phase Three                   |                                          |                                             |                                         | |                                         |                                         |                                         |
| 2016                                    | Captain America: Občanská válka          | Captain America: Civil War                  | Anthony a Joe Russoovi                  | Christopher Markus a Stephen McFeely                                                                 | Walt Disney Studios Motion Pictures     | 250 milionů                             | 1 155 046 416                           |
| 2016                                    | Doctor Strange                           | Doctor Strange                              | Scott Derrickson                        | Jon Spaihts, Scott Derrickson a C. Robert Cargill                                                    | Walt Disney Studios Motion Pictures     | 165 milionů                             | 677 796 833                             |
| 2017                                    | Strážci Galaxie Vol. 2                   | Guardians of the Galaxy Vol. 2              | James Gunn                              | James Gunn                                                                                           | Walt Disney Studios Motion Pictures     | 200 milionů                             | 863 756 903                             |
| 2017                                    | Spider-Man: Homecoming                   | Spider-Man: Homecoming                      | Jon Watts                               | Jonathan M. Goldstein, John Francis Daley, Jon Watts, Christopher Ford, Chris McKenna a Erik Sommers | Sony Pictures Releasing                 | 175 milionů                             | 880 960 014                             |
| 2017                                    | Thor: Ragnarok                           | Thor: Ragnarok                              | Taika Waititi                           | Eric Pearson, Craig Kyle a Christopher L. Yost                                                       | Walt Disney Studios Motion Pictures     | 180 milionů                             | 855 301 806                             |
| 2018                                    | Black Panther                            | Black Panther                               | Ryan Coogler                            | Ryan Coogler a Joe Robert Cole                                                                       | Walt Disney Studios Motion Pictures     | 200 milionů                             | 1 349 926 083                           |
| 2018                                    | Avengers: Infinity War                   | Avengers: Infinity War                      | Anthony a Joe Russoovi                  | Christopher Markus a Stephen McFeely                                                                 | Walt Disney Studios Motion Pictures     | 325 milionů                             | 2 052 415 039                           |
| 2018                                    | Ant-Man a Wasp                           | Ant-Man and the Wasp                        | Peyton Reed                             | Chris McKenna, Erik Sommers, Paul Rudd, Andrew Barrer a Gabriel Ferrari                              | Walt Disney Studios Motion Pictures     | 162 milionů                             | 622 674 139                             |
| 2019                                    | Captain Marvel                           | Captain Marvel                              | Anna Bodenová a Ryan Fleck              | Anna Bodenová, Ryan Fleck a Geneva Robertsonová-Dworetová                                            | Walt Disney Studios Motion Pictures     | 175 milionů                             | 1 131 416 446                           |
| 2019                                    | Avengers: Endgame                        | Avengers: Endgame                           | Anthony a Joe Russoovi                  | Christopher Markus a Stephen McFeely                                                                 | Walt Disney Studios Motion Pictures     | 356 milionů                             | 2 799 439 100                           |
| 2019                                    | Spider-Man: Daleko od domova             | Spider-Man: Far From Home                   | Jon Watts                               | Chris McKenna a Erik Sommers                                                                         | Sony Pictures Releasing                 | 160 milionů                             | 1 132 705 055                           |
| 4. fáze / Phase Four                    |                                          |                                             |                                         | |                                         |                                         |                                         |
| 2021                                    | Black Widow                              | Black Widow                                 | Cate Shortlandová                       | Eric Pearson                                                                                         | Walt Disney Studios Motion Pictures     | 200 milionů                             | 379 751 655                             |
| 2021                                    | Shang-Chi a legenda o deseti prstenech   | Shang-Chi and the Legend of the Ten Rings   | Destin Daniel Cretton                   | David Callaham, Destin Daniel Cretton a Andrew Lanham                                                | Walt Disney Studios Motion Pictures     | 200 milionů                             | 432 243 292                             |
| 2021                                    | Eternals                                 | Eternals                                    | Chloé Zhaová                            | Chloé Zhaová, Patrick Burleigh, Ryan Firpo a Kaz Firpo                                               | Walt Disney Studios Motion Pictures     | 200 milionů                             | 402 064 899                             |
| 2021                                    | Spider-Man: Bez domova                   | Spider-Man: No Way Home                     | Jon Watts                               | Chris McKenna a Erik Sommers                                                                         | Sony Pictures Releasing                 | 200 milionů                             | 1 921 426 073                           |
| 2022                                    | Doctor Strange v mnohovesmíru šílenství  | Doctor Strange in the Multiverse of Madness | Sam Raimi                               | Michael Waldron                                                                                      | Walt Disney Studios Motion Pictures     | 200 milionů                             | 955 775 804                             |
| 2022                                    | Thor: Láska jako hrom                    | Thor: Love and Thunder                      | Taika Waititi                           | Taika Waititi a Jennifer Kaytin Robinsonová                                                          | Walt Disney Studios Motion Pictures     | 250 milionů                             | 760 928 081                             |
| 2022                                    | Black Panther: Wakanda nechť žije        | Black Panther: Wakanda Forever              | Ryan Coogler                            | Ryan Coogler a Joe Robert Cole                                                                       | Walt Disney Studios Motion Pictures     | 200 milionů                             | 859 208 836                             |
| 5. fáze / Phase Five                    |                                          |                                             |                                         | |                                         |                                         |                                         |
| 2023                                    | Ant-Man a Wasp: Quantumania              | Ant-Man and the Wasp: Quantumania           | Peyton Reed                             | Jeff Loveness                                                                                        | Walt Disney Studios Motion Pictures     | 200 milionů                             | 476 071 180                             |
| 2023                                    | Strážci Galaxie: Volume 3                | Guardians of the Galaxy Vol. 3              | James Gunn                              | James Gunn                                                                                           | Walt Disney Studios Motion Pictures     | 250 milionů                             | 845 555 777                             |
| 2023                                    | Marvels                                  | The Marvels                                 | Nia DaCostaová                          | Nia DaCostaová, Megan McDonnellová a Elissa Karasiková                                               | Walt Disney Studios Motion Pictures     | 270 milionů                             | 206 136 825                             |
| 2024                                    | Deadpool & Wolverine                     | Deadpool & Wolverine                        | Shawn Levy                              | Ryan Reynolds, Rhett Reese, Paul Wernick, Zeb Wells a Shawn Levy                                     | Walt Disney Studios Motion Pictures     | 200 milionů                             | 1 338 073 645                           |
| 2025                                    | Captain America: Nový svět               | Captain America: Brave New World            | Julius Onah                             | Rob Edwards, Malcolm Spellman, Dalan Musson, Julius Onah a Peter Glanz                               | Walt Disney Studios Motion Pictures     | 180 milionů                             | 415 101 577                             |
| 2025                                    | Thunderbolts*                            | Thunderbolts*                               | Jake Schreier                           | Eric Pearson a Joanna Calová                                                                         | Walt Disney Studios Motion Pictures     | 180 milionů                             | 382 190 181                             |
| 6. fáze / Phase Six                     |                                          |                                             |                                         | |                                         |                                         |                                         |
| 2025                                    | Fantastická 4: První kroky               | The Fantastic Four: First Steps             | Matt Shakman                            | Josh Friedman, Eric Pearson, Jeff Kaplan a Ian Springer                                              | Walt Disney Studios Motion Pictures     | 200 milionů                             | 106 200 000                             |

#### Připravované filmy
| Rok                 | Český název                 | Originální název          | Režie                  | Scénář                            | Distribuce                          |
| 6. fáze / Phase Six | 6. fáze / Phase Six         | 6. fáze / Phase Six       | 6. fáze / Phase Six    | 6. fáze / Phase Six               | 6. fáze / Phase Six                 |
| ------------------- | --------------------------- | ------------------------- | ---------------------- | --------------------------------- | ----------------------------------- |
| 2026                | Spider-Man: Zbrusu nový den | Spider-Man: Brand New Day | Destin Daniel Cretton  | Chris McKenna a Erik Sommers      | Sony Pictures Releasing             |
| 2026                | Avengers: Doomsday          | Avengers: Doomsday        | Anthony a Joe Russoovi | Michael Waldron a Stephen McFeely | Walt Disney Studios Motion Pictures |
| 2027                | bude oznámeno               | Avengers: Secret Wars     | Anthony a Joe Russoovi | Michael Waldron a Stephen McFeely | Walt Disney Studios Motion Pictures |
| Další filmy         |                             |                           |                        |                                   |                                     |
| bude oznámeno       | bude oznámeno               | Armor Wars                | bude oznámeno          | Yassir Lester                     | Walt Disney Studios Motion Pictures |
| bude oznámeno       | bude oznámeno               | Blade                     | bude oznámeno          | Eric Pearson                      | Walt Disney Studios Motion Pictures |

Součástí The Multiverse Saga jsou kromě celovečerních filmů také seriály a speciál streamovací služby Disney+.

### Koprodukce
| Rok  | Český název                        | Originální název                          | Režie                         | Distribuce                      | Rozpočet (USD)  | Tržby (USD) |
| ---- | ---------------------------------- | ----------------------------------------- | ----------------------------- | ------------------------------- | --------------- | ----------- |
| 1998 | Blade                              | Blade                                     | Stephen Norrington            | New Line Cinema                 | 45 milionů      | 131 183 530 |
| 2000 | X-Men                              | X-Men                                     | Bryan Singer                  | 20th Century Fox                | 75 milionů      | 296 339 528 |
| 2002 | Blade 2                            | Blade II                                  | Guillermo del Toro            | New Line Cinema                 | 54 milionů      | 155 010 032 |
| 2002 | Spider-Man                         | Spider-Man                                | Sam Raimi                     | Columbia Pictures               | 140 milionů     | 825 025 036 |
| 2003 | Daredevil                          | Daredevil                                 | Mark Steven Johnson           | 20th Century Fox                | 78 milionů      | 179 179 718 |
| 2003 | X-Men 2                            | X2                                        | Bryan Singer                  | 20th Century Fox                | 110 milionů     | 407 711 549 |
| 2003 | Hulk                               | Hulk                                      | Ang Lee                       | Universal Pictures              | 137 milionů     | 245 285 165 |
| 2004 | Kat                                | The Punisher                              | Jonathan Hensleigh            | Artisan Entertainment Lionsgate | 15,5 milionů    | 54 700 105  |
| 2004 | Spider-Man 2                       | Spider-Man 2                              | Sam Raimi                     | Columbia Pictures               | 200 milionů     | 788 976 453 |
| 2004 | Blade: Trinity                     | Blade: Trinity                            | David S. Goyer                | New Line Cinema                 | 65 milionů      | 131 977 904 |
| 2005 | Elektra                            | Elektra                                   | Rob Bowman                    | 20th Century Fox                | 43 milionů      | 56 995 646  |
| 2005 | Man Thing                          | Man-Thing                                 | Brett Leonard                 | Lionsgate                       | 30 milionů      | 1 123 136   |
| 2005 | Fantastická čtyřka                 | Fantastic Four                            | Tim Story                     | 20th Century Fox                | 100 milionů     | 333 535 934 |
| 2006 | X-Men: Poslední vzdor              | X-Men: The Last Stand                     | Brett Ratner                  | 20th Century Fox                | 210 milionů     | 460 435 291 |
| 2007 | Ghost Rider                        | Ghost Rider                               | Mark Steven Johnson           | Columbia Pictures               | 110 milionů     | 228 738 393 |
| 2007 | Spider-Man 3                       | Spider-Man 3                              | Sam Raimi                     | Columbia Pictures               | 258 milionů     | 894 983 373 |
| 2007 | Fantastická čtyřka a Silver Surfer | Fantastic Four: Rise of the Silver Surfer | Tim Story                     | 20th Century Fox                | 130 milionů     | 301 913 131 |
| 2008 | Kat: Válečná zóna                  | Punisher: War Zone                        | Lexi Alexander                | Lionsgate                       | 35 milionů      | 10 161 493  |
| 2009 | X-Men Origins: Wolverine           | X-Men Origins: Wolverine                  | Gavin Hood                    | 20th Century Fox                | 150 milionů     | 373 062 864 |
| 2011 | X-Men: První třída                 | X-Men: First Class                        | Matthew Vaughn                | 20th Century Fox                | 140–160 milionů | 352 616 690 |
| 2012 | Ghost Rider 2                      | Ghost Rider: Spirit of Vengeance          | Mark Neveldine a Brian Taylor | Columbia Pictures               | 57 milionů      | 132 563 930 |
| 2012 | Amazing Spider-Man                 | The Amazing Spider-Man                    | Marc Webb                     | Columbia Pictures               | 230 milionů     | 757 930 663 |
| 2013 | Wolverine                          | The Wolverine                             | James Mangold                 | 20th Century Fox                | 120 milionů     | 414 828 246 |
| 2014 | Amazing Spider-Man 2               | The Amazing Spider-Man 2                  | Marc Webb                     | Columbia Pictures               | 200-255 milionů | 708 982 323 |
| 2014 | X-Men: Budoucí minulost            | X-Men: Days of Future Past                | Bryan Singer                  | 20th Century Fox                | 200 milionů     | 746 045 700 |
| 2015 | Fantastická čtyřka                 | Fantastic Four                            | Josh Trank                    | 20th Century Fox                | 120 milionů     | 167 882 881 |
| 2016 | Deadpool                           | Deadpool                                  | Tim Miller                    | 20th Century Fox                | 58 milionů      | 782 836 791 |
| 2016 | X-Men: Apokalypsa                  | X-Men: Apocalypse                         | Bryan Singer                  | 20th Century Fox                | 178 milionů     | 543 934 105 |
| 2017 | Logan: Wolverine                   | Logan                                     | James Mangold                 | 20th Century Fox                | 97 milionů      | 619 179 950 |
| 2018 | Deadpool 2                         | Deadpool 2                                | David Leitch                  | 20th Century Fox                | 110 milionů     | 786 470 484 |
| 2018 | Venom                              | Venom                                     | Ruben Fleischer               | Columbia Pictures               | 100 milionů     | 856 085 151 |
| 2019 | X-Men: Dark Phoenix                | Dark Phoenix                              | Simon Kinberg                 | 20th Century Fox                | 200 milionů     | 252 442 974 |
| 2020 | Noví mutanti                       | The New Mutants                           | Josh Boone                    | 20th Century Studios            | 67 milionů      | 49 169 594  |
| 2021 | Venom 2: Carnage přichází          | Venom: Let There Be Carnage               | Andy Serkis                   | Columbia Pictures               | 110 milionů     | 506 863 592 |
| 2022 | Morbius                            | Morbius                                   | Daniel Espinosa               | Columbia Pictures               | 75 milionů      | 167 460 961 |
| 2024 | Madam Web                          | Madame Web                                | S. J. Clarksonová             | Columbia Pictures               | 80 milionů      | 100 498 764 |
| 2024 | Venom: Poslední tanec              | Venom: The Last Dance                     | Kelly Marcelová               | Columbia Pictures               | 120 milionů     | 478 937 618 |
| 2024 | Lovec Kraven                       | Kraven the Hunter                         | J. C. Chandor                 | Columbia Pictures               | 130 milionů     | 62 076 533  |

## Seriály, minisérie a speciály
Disney+
Nové seriály, které poskytují zcela novou formu vyprávění propojenou s filmy Marvel Cinematic Universe.
- WandaVision – televizní seriál (2021)
- Falcon a Winter Soldier – televizní seriál (2021)
- Loki – televizní seriál (2021–2023)
- Co kdyby…? – televizní animovaný seriál (2021–2024)
- Hawkeye – televizní seriál (2021)
- Moon Knight – televizní seriál (2022)
- Ms. Marvel – televizní seriál (2022)
- Já jsem Groot – televizní série animovaných krátkometrážních filmů (2022–2023)
- She-Hulk: Neuvěřitelná právnička – televizní seriál (2022)
- Vlkodlak: Noční lovec – televizní Halloweenský speciál (2022)
- Strážci Galaxie: Sváteční speciál – televizní Vánoční speciál (2022)
- Tajná invaze – televizní seriál (2023)
- Echo – televizní seriál (2024)
- Agatha za vším schovaná – televizní seriál (2024)
- Váš dobrý soused Spider-Man – televizní animovaný seriál (od 2025)
- Daredevil: Znovuzrození – televizní seriál (od 2025)
- Ironheart – televizní seriál (2025)
- Oči Wakandy – televizní animovaný seriál (2025)
- Marvel Zombies – televizní animovaný seriál (2025)
- Wonder Man – televizní seriál (2025)

Ostatní
- Marvel One-Shots – série krátkometrážních filmů vydávaných na Blu-ray (2011–2018)
- WHIH Newsfront – webový seriál (2015–2016)
- Peterův seznam úkolů – krátkometrážní film (2019)

Následující seznam obsahuje seriály produkované společností Marvel Television:
ABC
- Agenti S.H.I.E.L.D. – televizní seriál (2013–2020)
- Agent Carter – televizní seriál (2015–2016)
- Agents of S.H.I.E.L.D.: Slingshot – webový seriál (2016)
- Inhumans – televizní seriál (2017)

Netflix
- Daredevil – televizní seriál (2015–2018)
- Jessica Jones – televizní seriál (2015–2019)
- Luke Cage – televizní seriál (2016–2018)
- Iron Fist – televizní seriál (2017–2018)
- The Defenders – televizní minisérie (2017)
- The Punisher – televizní seriál (2017–2019)

FX
- Legion – televizní seriál (2017–2019)

Fox
- X-Men: Nová generace – televizní seriál (2017–2019)

Hulu
- Runaways – televizní seriál (2017–2019)
- Helstrom – televizní seriál (2020)
- M.O.D.O.K. – televizní seriál (2021)
- Hit-Monkey – televizní seriál (2021)

Freeform
- Cloak & Dagger – televizní seriál (2018–2019)